# Gilles Quenéhervé
Gilles Quenéhervé (* 16. Mai 1966 in Paris) ist ein ehemaliger französischer Leichtathlet und Olympiateilnehmer. Bei einer Körpergröße von 1,78 m betrug sein Wettkampfgewicht 73 kg.
Gilles Quenéhervé wurde bei den Europameisterschaften 1986 Vierter mit der französischen 4-mal-100-Meter-Staffel. 1987 wurde er sowohl bei den Halleneuropameisterschaften als auch bei den Hallenweltmeisterschaften Vierter im 200-Meter-Lauf. Im Sommer bei den Freiluft-Weltmeisterschaften stand er im Finale des 200-Meter-Laufs und lief (erst 2010 durch Christophe Lemaitre eingestellten und 2011 verbesserten) französischen Rekord mit 20,16 s. Damit wurde er nach Zielfotoentscheid zeitgleich mit dem siegenden US-Amerikaner Calvin Smith Zweiter. Weitere zwei Hundertstelsekunden zurücklag der Brite John Regis.
Bei den Olympischen Spielen 1988 wurde er im 200-Meter-Lauf Sechster in 20,40 s. Die französische Staffel gewann in der Besetzung Bruno Marie-Rose, Daniel Sangouma, Gilles Quenéhervé und Max Morinière in 38,40 s Bronze hinter der Sowjetunion und Großbritannien.
Bei den Europameisterschaften 1990 verpasste er knapp das Finale über 200 Meter. Wegen Erkrankung war er in der Staffel nicht einsatzfähig. Seine drei Staffelkollegen von 1988 wurden zusammen mit Jean-Charles Trouabal Europameister in Weltrekordzeit.
Bei den Olympischen Spielen 1992 scheiterte er über 200 Meter bereits im Viertelfinale. Später schied die französische Staffel mit Quenéhervé im Halbfinale aus.
Bei den Weltmeisterschaften 1997 stand er mit der Staffel noch einmal in einem großen Finale, aber die Staffel wurde disqualifiziert.

## Bestleistungen
- 200 m: 20,16 s (1987) französischer Rekord